# Dorota Masłowska
Dorota Masłowska [dɔ'rɔta ma'swɔfska] (n. 3 iulie 1983) este o scriitoare și jurnalistă poloneză.

## Date biografice
Masłowska s-a născut la 3 iulie 1983 în Wejherowo, unde a și crescut. A candidat la Universitatea din Gdansk, Facultatea de Psihologie unde a fost acceptată, dar a abandonat până la urmă, mutându-se la Varșovia și începând studiile culturale la universitatea de aici. Și-a făcut debutul în mass-media odată cu publicarea primei sale cărți Wojna polsko-ruska pod flagą biało-czerwoną (tradusă în limba engleză - White and Red în Marea Britanie sau Snow White and Russian Red în Statele Unite). Este considerată o carte controversată, în special datorită limbajului pe care mulți îl califică drept vulgar, cinic, simplu, dar a fost lăudată de mulți intelectuali și descrisă drept inovativă și proaspătă. Unul dintre cei mai de seamă susținători ai Dorotei este Marcin Świetlicki, dar și stafful săptămânalului Polityka, în special renumitul scriitor Jerzy Pilch. Fiind un adevărat exemplu de literatură postmodernistă, cartea a devenit un best-seller în Polonia, și i-a adus Dorotei nenumărate premii cât și susținerea generală din partea criticilor. Au urmat imediat traduceri în diverse limbi, printre care engleza, maghiară, franceză, germană, italiană, olandeză și rusă.
Cel de-al doilea roman al său Paw królowej (Peacock of the Queen, sau Puke of the Queen), publicat în 2005, nu s-a bucurat inițial de aceeași popularitate ca și primul, dar a fost premiat în anul următor cu cea mai mare distincție literara din Polonia, premiul NIKE. În prezent, Dorota Masłowska locuiește la Varșovia, colaborând cu diverse reviste, cele mai cunoscute fiind săptămânalele Przekrój și Wysokie Obcasy, dar și cu revista Lampa care apare lunar, și cu magazinul B EAT cu apariție trimestrială.